# 窦默
窦默（1196年—1280年），字自声，早年名杰，字汉卿。广平肥乡（今河北省肥乡县）人。
幼好学，母吳氏。早年因元兵滅金，家破人亡，遂南渡依靠母族，後學医於李浩，精於針灸，有“流注八穴”以及“补泻在于手指”之發明。历任翰林院侍讲学士。至元十七年（1280年）加昭文馆大学士。不久卒,享年八十五歲。後累贈為太師、魏國公，諡號「文正」。 

## 延伸阅读
[在维基数据编辑]
 《元史/卷158》，出自宋濂《元史》
 《新元史/卷157》，出自柯劭忞《新元史》